# Wróżki (dialog)
Wróżki – prozatorski dialog społeczno-polityczny Jana Kochanowskiego, opublikowany w Drukarni Łazarzowej w 1587 roku (a więc już po śmierci autora). Wydanie poprzedzała Pieśń VIII z Ksiąg wtórych [inc. "Nie frasuj sobie, Mikołaju, głowy"]. Tytułowe słowo "wróżki" użyte jest w znaczeniu dzisiejszego wyrazu "wróżby".
Dokładna data powstania utworu nie jest znana. Na pewno Wróżki zostały napisane po Satyrze (1563) – zawierają liczne aluzje do tego poematu (m.in. postacie odwołują się do wypowiedzi jego tytułowego bohatera). Na podstawie uwag politycznych zawartych w dialogu, badacze określają prawdopodobny rok jego powstania na 1564, 1566 lub 1569.
Treścią utworu jest dialog pomiędzy Plebanem (pouczającym) i Ziemianinem (zadającym pytania). Rozmówcy rozważają niebezpieczeństwa grożące krajowi, narzekają na szlachecką niezgodę i beztroskę w dziedzinie praw i obronności państwa oraz na upadek dawnych obyczajów. Obawiają się również kłopotów wynikających z braku silnej władzy królewskiej i jasnych zasad elekcyjnych.
Dialog pisany jest stylem spokojnym i dostojnym, zawiera cytaty i parafrazy z dzieł Cycerona oraz nawiązania do Homera i Platona.